# サキュヴァス 堕ちた天使
『サキュヴァス 堕ちた天使』（サキュヴァス おちたてんし）は、あかとんぼより1998年5月15日に発売されたアダルトゲーム。
あかとんぼが早々に消滅したこともあり、ロットアップ以降は中古ゲーム店やインターネットオークションでパッケージ版に高値が付くだけになっていたが、13年後の2011年4月29日にはDLsite.com独占でダウンロード販売が開始された。

## あらすじ
平凡なサラリーマンである主人公・神無月俊樹はある日、海外旅行へ行く恋人の香坂尚美と、その従姉妹の汀弘子を見送る。行き先が政治不安の残る中東の小国「タグラニア」である上、自分抜きの女性2人きりという点が不満ではあったが、折れて認めた形だ。一方、現地に着いた2人は俊樹の心配とは裏腹に、楽しい時間を満喫する。日程を終える頃には、激しく名残惜しさを感じるようにさえなっていた。
しかし、帰路に就いたばかりの2人を突然の悲劇が襲う。搭乗した旅客機が、離陸直後に原因不明のトラブルで墜落炎上したのだ。遺体が次々と発見され、乗客は全員死亡と報じられる。関係者の誰もが悲観に暮れながら1か月が過ぎた後、俊樹は尚美と弘子の生存を信じ、タグラニアへ向かった。
まもなく事故現場を目の当たりにした俊樹の前に、マヤと名乗る美女が現れる。足を挫いたというマヤを、俊樹は成り行きから彼女の自宅へ送っていく。しかし、マヤの案内先は普通の家宅ではなく、夢魔を意味する名を冠した娼館「サキュヴァス」であった。俊樹はそこで、悪夢のような再会を迎えることとなる。

## 登場人物
声優名は非公開。
神無月 俊樹
主人公。平凡で善良なサラリーマンであり、尚美とは結婚を視野に入れた恋人同士であった。
香坂 尚美
メインヒロイン。周囲から不釣り合いだと俊樹が責められるほど綺麗で性格も優しく、スタイルも抜群な自慢の恋人。自身から積極的に求めることは無いが、俊樹からの性的欲求には必ず応じる、仲睦まじい婚前関係を育んでいた。しかし、タグラニア旅行からの帰路で旅客機事故に遭い、行方不明となる。
汀 弘子
尚美の従姉妹。尚美を誘ったタグラニア旅行からの帰路で旅客機事故に遭い、共に行方不明となる。俊樹とも知り合いで、仲も良かった。やや幼児体形。
マヤ
妖しい魅力を持つ、妙齢の美女。若くして女手で娼館サキュヴァスを取り仕切っている。俊樹に親切にしてもらった恩を返そうとするが、その真意は別にある。
メグミ
サキュヴァスで俊樹の相手を担当する、美しい娼婦。東洋系の名前だが、風貌は西洋系。仕事とは思えぬほど誠心誠意尽くす姿に、俊樹は心動かされることとなる。
ティナ

ジュリア

エルキュール・藤岡
タグラニアを訪れた俊樹が宿泊先のホテルで出会う、日本大使館職員。曖昧な言動と怪しい雰囲気の男で、旅客機事故に関する情報を掴んでいる素振りを見せるが、明確なことを伝えてはくれない。